# Jean Josipovici
Pour les articles homonymes, voir Josipovici.
Jean Josipovici ou Jean-François Josipovici (né le 8 août 1914 à Triel-sur-Seine et mort le 25 juin 1992 à Rossano en Italie). est un dramaturge, écrivain, réalisateur, scénariste et dialoguiste français.

## Biographie
Jean Josipovici est fils d'un diplomate en poste au Caire en Égypte. Il est le père de l'écrivain britannique Gabriel Josipovici.
En 1937, il est diplômé docteur en philosophie à l'Université d'Aix-Marseille, avec une thèse sur l'introspection pure : Fragments de vie intérieure. Il fait la connaissance de Jean Giono et rédige à Vence, en 1938, un ouvrage consacré à leur correspondance : Lettre à Jean Giono.
En 1948, est représentée à Paris sa comédie Docteur Hinterland, au Théâtre des Noctambules, mis en scène par Jean Mercure.
En 1954, Jean Josipovici se marie avec l'actrice française Viviane Romance. La même année, pour la réouverture du cinéma parisien Le Louxor, le 4 août 1954  , cette salle projette le film nouvellement sorti de Jean Josipovici : La Chair et le Diable, dans lequel joue Viviane Romance.
À partir du milieu des années 1970, Jean Josipovici va s'installer en Italie. Il publiera en italien plusieurs ouvrages ésotériques : Prisons ésotériques (1975), Le Facteur (1976), Catharsis de Marie-Madeleine (1977), De la science obscurantiste (1978), L'Initiation du bonheur (1982), L'Aventure du spirituel Franz Anton Mesmer (1986), Sous le ciel bleu (1987), Suite (1988), L'Alta messe (1990), I limiti della scienza (1990).

## Dramaturge
- 1948 : Docteur Hinterland

## Filmographie
Réalisateur
- 1954 : La Chair et le Diable (coproduit avec sa femme, la comédienne Viviane Romance)
- 1956 : L'inspecteur connaît la musique (avec Viviane Romance et Sidney Bechet)
- 1956 : Pitié pour les vamps (avec Viviane Romance)
- 1964 : Les Possédées du démon (coréalisateur avec Ambrogio Molteni (sorti en septembre 1968)
- 1974 : Cauchemar, coréalisé avec Gilbert Roussel, fiction policière de 90 minutes tournée en 35mm couleur avec Gabriele Tinti et Laura Gemser[4].

Scénariste
- 1945 : Dorothée cherche l'amour d'Edmond T. Gréville
- 1947 : Pour une nuit d'amour d'Edmond T. Gréville
- 1947 : Le diable souffle d'Edmond T. Gréville
- 1953 : L'uomo, la bestia e la virtù de Steno
- 1954 : La Chair et le Diable
- 1955 : L'inspecteur connaît la musique
- 1956 : Pitié pour les vamps
- 1964 : Les Possédées du démon (coréalisateur avec Ambrogio Molteni)
- 1972 : Spara Joe… e così sia ! (Tire Joe… et amen !) d'Emilio Miraglia

Assistant réalisateur
- 1960 : Les Amours d'Hercule (Gli Amori di Ercole), de Carlo Ludovico Bragaglia

## Écrivain
- Lettre à Jean Giono, Grasset, Paris, 1939
- Étrange comme la vie, Les Deux-Rives, 1945
- Belle-Cuisse, Les Deux-Rives, 1946
- Prison ésotérique (La prigione esoterica), éditions Méditerranée, Rome, 1975
- Franz Anton Mesmer, 'agnétiseur, médecin et franc-maçon, éditions du Rocher, 1982
- Initiation de bonheur. La voie de transformation (Felicità. La via della trasformazione), éditions Kodansha, 1999